# 2016年—2017年喀麦隆抗议
2016年－2017年喀麦隆抗议（又称为棺材革命）是在喀麦隆共和国英语地区任命法语法官之后发生的一系列抗议活动。2016年10月，抗议活动在西北區和西南区展开。
据报道，2016年11月23日，在西北省的巴门达市，至少有两人被杀，100名抗议者被捕。  2017年9月，抗议活动和政府对抗议活动的反应升级为亲安巴佐尼亚派别与喀麦隆政府之间的武装冲突。

## 起始
抗议开始于2016年10月6日由喀麦隆英语公民社会联盟 (CACSC) 发起的静坐罢工，该组织由喀麦隆英语地区的律师和教师工会组成。 罢工由Agbor Balla、Fontem Neba和 Tassang Wilfred领导。
据说，喀麦隆讲英语的普通法律师们就喀麦隆两个讲英语的地区的学校和法庭使用法语向政府发出了上诉信。为了保护英语区文化，他们于2016年10月6日开始在所有法庭静坐罢工。这场和平抗议始于巴门达、布埃亚和利姆贝等城市的游行，呼吁保护以英语为母语的喀麦隆的普通法体系。他们要求在讲英语的法院实行普通法制度，而不是法语法官所使用的民法。《OHADA统一法案》、《中非经货共同体法典》等法律应当翻译成英文。
他们还要求类似布朗大学和巴门达大学等英语大学的普通法教育体系，应该通过创建一所法律学校来解决。政府派遣安全部队发射催泪瓦斯，据称还袭击抗议者和律师。2016年11月，数千名英语地区的教师加入律师队伍，保护喀麦隆英语区的英语文化，要求喀麦隆英语地区的学校和法庭不得使用法语。2016至2017学年开学后仅两个月零三周，英语地区的所有学校都被关闭。

### 暴力和逮捕

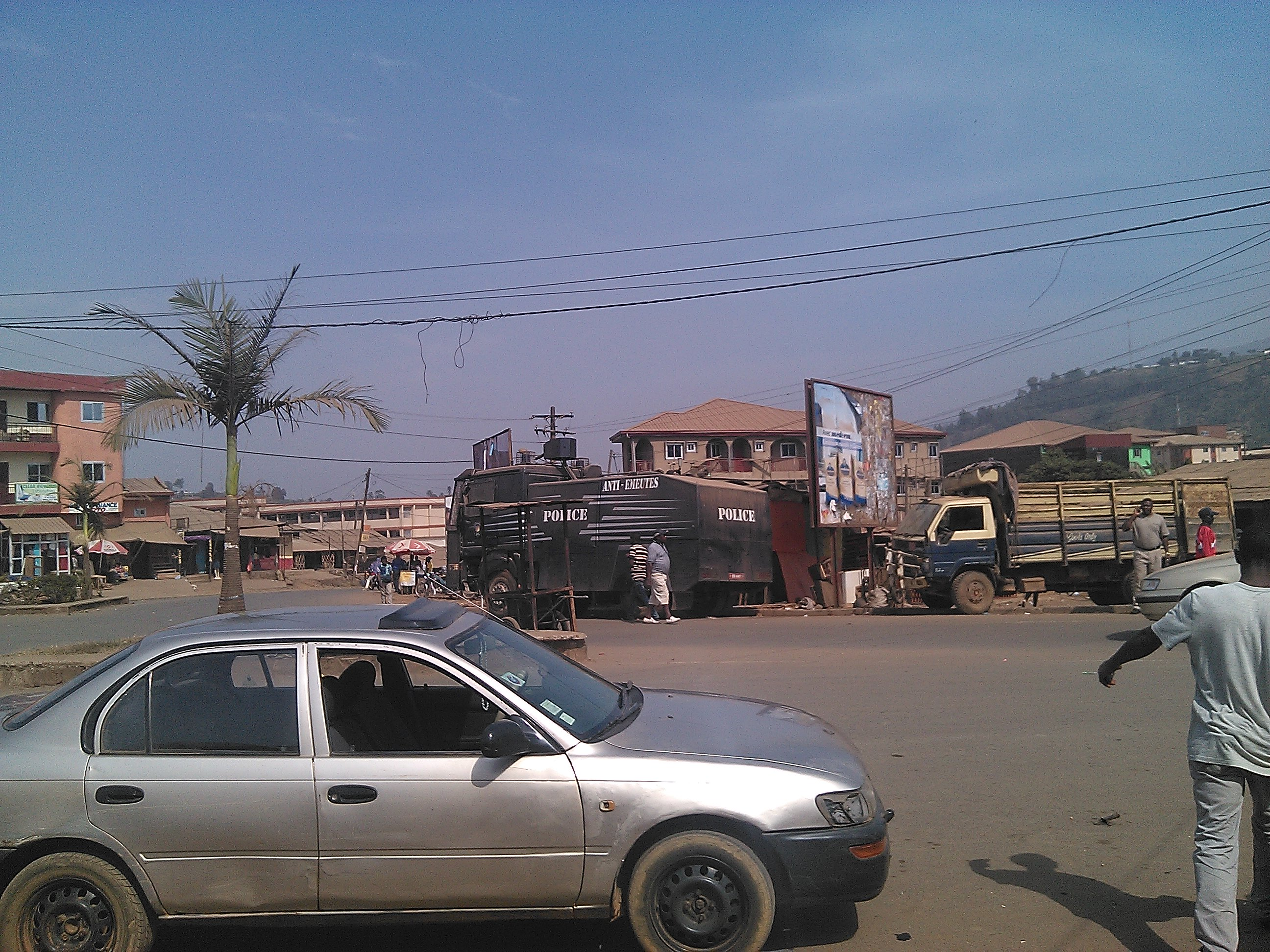
抗议期间巴门达市街头的特警车辆

据报道，在两周内有100多名活动人士被逮捕，有6人死亡。未经证实的视频通过社交媒体发布，描绘了各种暴力场景，包括示威者“将一名活动人士的尸体游街示众、设置路障、警察残酷殴打抗议者并向人群发射催泪瓦斯”

## 总统保罗 ·比亚回应
保罗·比亚向全国发表的新年致辞中提及了抗议活动和英语问题，尽管没有提到“英语问题”一词。他说：
我们听到了所有的声音。在许多情况下，它们提出了不容忽视的实质性问题。我已责成政府与有关各方进行坦诚对话，以找到适当的解决办法。我敦促他们毫无偏见地参加各种讨论。然而，我们永远不应忘记，我们是沿着我们国家的开国元勋、我们的民族英雄的足迹在行走，他们洒下鲜血，将一个在多样性中团结一致的民族传给子孙后代。因此，喀麦隆的团结是一份宝贵的遗产，任何人都不应该随意对待它。任何主张，无论多么相关，一旦危及国家的统一，哪怕只是一点点，都将失去其合法性。我需要重复一遍吗？喀麦隆是一个不可分割的国家！它将继续存在。

### 政府对话
作为回应，喀麦隆政府于2017年1月成立了一个特设委员会，与由塔桑·威尔弗雷德（Tassang Wilfred）领导的CACSC以及雅克·法梅·恩多戈（Jacques Fame Ndongo）部长进行对话。第一次会谈没有取得成果，因为CACSC成员要求政府在任何对话之前释放所有被捕者；逮捕行动仍在继续，这一行为遭到了CACSC成员的谴责。他们提出了一份联邦制草案，遭到政府的谴责。2017年1月17日，根据雷内·伊曼纽尔·萨迪（Rene Emmanuel Sadi）签署的部长令，禁止CACSC和SCNC在喀麦隆活动，其活动被描述为非法，破坏喀麦隆的安全和统一。几天后，CACSC的两名成员Agbor Balla和Fontem Neba被捕。

## 国际反应
居住在马里兰州的13,000多名讲英语的喀麦隆人开始抗议，并呼吁国际机构帮助阻止喀麦隆政府的行动。6月27日，美国国会议员安东尼·G·布朗向美国国务卿雷克斯·蒂勒森提交请愿书，呼吁喀麦隆政府立即表示关注并解决当前的危机。美国谴责喀麦隆政府对抗议者造成的生命损失和暴行。 

## 网络封锁
2017年1月17日左右，有报道称喀麦隆西北和西南区的部分主要城市实施了互联网封锁；许多人怀疑这是政府为了瓦解和镇压英语区抗议活动而采取的策略。

## 2017年9月22日
2017年9月22日，数千名抗议者走上街头，要求南喀麥隆实现完全独立。在南喀麦隆首都布埃阿，抗议者在警察的观望下在警察局外取下一面国旗，同时升起一面蓝白条纹的安巴佐尼亚旗帜；而男孩们则把脸涂成代表该领土的蓝白相间的颜色，并高呼“我们想要自由”。据报道，约有8人死亡，照片在社交媒体上流传。
周五，执政三十五年的总统保罗·比亚在纽约的联合国大会上发表讲话，由阿亚巴·乔·卢卡斯、西斯库·塔贝·阿尤克、博加等领导的数千名英语抗议者在联合国总部集会要求独立。

## 2017年10月1日
2017年10月1日周日，英语区分裂分子宣布脱离喀麦隆独立。英语区的街道上举行了和平游行；抗议活动发生在布埃亞、巴门达、昆巴、昆博和馬姆費这几个城镇。抗议者举着象征自由的树叶，唱着歌庆祝独立。政府向英语区部署全副武装的士兵作为回应。10月2日，国际特赦组织报告称，至少有17人在军事冲突中丧生。